# Jämijärvi
Jämijärvi este o comună din Finlanda.